# Anthophora matopensis
Anthophora matopensis är en biart som beskrevs av Cockerell 1933. Anthophora matopensis ingår i släktet pälsbin, och familjen långtungebin. Inga underarter finns listade i Catalogue of Life.